# Filip Bradarić
Filip Bradarić (Split, 11. siječnja 1992.) bivši je hrvatski nogometaš i reprezentativac koji je igrao na poziciji veznog. 

## Klupska karijera
Prvi službeni nastup u 1. HNL ima 13. srpnja 2013. u dresu Hajduka protiv Zadra u Zadru (1:5) kao zamjena Mujanu. 
Statistika u Hajduku
| Natjecanje        | Nastupi | Zgoditci |
| ----------------- | ------- | -------- |
| Prvenstvo         | 47      | 2        |
| Kup               | 7       | 1        |
| Superkup          | 0       | 0        |
| Međunarodne       | 4       | 0        |
| Splitski podsavez | 0       | 0        |
| Ukupno            | 58      | 3        |
| Prijateljske      | 27      | 1        |
| Sveukupno         | 85      | 4        |

Iz Cagliarija je otišao na posudbu u splitski Hajduk. Za njega je krajem 2019. zanimanje pokazao španjolski prvoligaš Celta. Hajduk je tad imao važeći ugovor o posudbi s Bradarićem do kraja sezone 2019./2020., pa je pronađeno kompromisno rješenje u vidu obeštećenja od 500.000 eura plus određene bonuse vezane uz Bradarićeve nastupe tijekom idućih nekoliko mjeseci, u razdoblju dok bude igrao za Celtu. Za Celtu je zaigrao 2020.

## Reprezentativna karijera
U hrvatskoj nogometnoj A reprezentaciji nastupio je 6 puta, a u mlađim selekcijama ima nastupe u dobnim uzrastima do 19 i do 21.

## Priznanja

### Individualna
- 2018.: Odlukom Predsjednice Republike Hrvatske Kolinde Grabar-Kitarović odlikovan je Redom kneza Branimira s ogrlicom, za izniman, povijesni uspjeh hrvatske nogometne reprezentacije, osvjedočenu srčanost i požrtvovnost kojima su dokazali svoje najveće profesionalne i osobne kvalitete, vrativši vjeru u uspjeh, optimizam i pobjednički duh, ispunivši ponosom sve hrvatske navijače diljem svijeta ujedinjene u radosti pobjeda, te za iskazano zajedništvo i domoljubni ponos u promociji sporta i međunarodnog ugleda Republike Hrvatske, te osvajanju 2. mjesta na 21. Svjetskom nogometnom prvenstvu u Ruskoj Federaciji.[3]

### Reprezentativna
- Svjetsko prvenstvo: 2018. (2. mjesto)[4]

## Vanjske poveznice

### Sestrinski projekti
|  | Zajednički poslužitelj ima još gradiva o temi Filip Bradarić |

### Mrežna sjedišta
- Filip Bradarić, Hrvatski nogometni savez